# Sawdust
Sawdust — первый сборник группы The Killers. Официально выпущен в ноябре 2007 года. Представляет собой переиздание би-сайдов, раритетов, каверов и ремиксов рок-группы из Лас-Вегаса The Killers. Альбом появился на рынках разных стран в период с 9 по 13 ноября 2007 года. Впервые об этом альбоме упомянул Брэндон Флауэрс в интервью Billboard в конце августа, а журнал Rolling Stone опубликовал название сборника в «курилке» на своем сайте 6 сентября 2007 года.

## История создания
Вдохновлением для создания такого альбома послужили сборники би-сайдов таких групп, как Oasis (сборник The Masterplan, 1998), The Smiths (сборник Hatful of Hollow, 1984), The Smashing Pumpkins (сборник Pisces Iscariot, 1994) и Nirvana (сборник Incesticide, 1992).

## Популярность
Альбом стартовал с 12 строчки чарта Billboard 200, с рейтингом продаж за первую неделю около 82 тысяч. В чарте iTunes альбом занимал вторую строчку. Итоговый тираж пластинки составил 1 000 000 копий. В США было продано 400 000 копий, в Великобритании — 350 000, в Ирландии — 15 000. В двух последних странах пластинка стала платиновой).

## Список композиций
| #   | Название                                                                                               | Информация | Автор                                      | Продюсер                         | Длительность |
| --- | --- | --- | ------------------------------------------ | -------------------------------- | ------------ |
| 1.  | «Tranquilize»                                                                                          | Невыпущенная песня, изначально записанная во время сессий к альбому Sam's Town, позднее перезаписанная с Лу Ридом                                                              | Брэндон Флауэрс                            | Флад, Алан Молдер, The Killers   | 3:45         |
| 2.  | «Shadowplay»                                                                                           | Кавер-версия на Joy Division из саундтрека к фильму Контроль | Кёртис, Самнер, Хук, Моррис                | The Killers                      | 4:07         |
| 3.  | «All the Pretty Faces»                                                                                 | Из сингла «When You Were Young»/Бонус-трек на Best Buy издании альбома Sam’s Town                                                                                              | Флауэрс, Дэйв Кенинг, Марк Стормер         | Флад, Молдер, The Killers        | 4:46         |
| 4.  | «Leave the Bourbon on the Shelf»                                                                       | Невыпущенная песня, записанная во время сессий к альбому Hot Fuss | Флауэрс                                    | Стюарт Прайс, The Killers        | 3:39         |
| 5.  | «Sweet Talk»                                                                                           | Невыпущенная песня, записанная во время сессий к альбому Sam’s Town | Флауэрс, Кенинг, Стормер, Ронни Вануччи-мл | Прайс, Молдер, Флад, The Killers | 4:19         |
| 6.  | «Under the Gun»                                                                                        | Перезаписанная версия песни из сингла «Somebody Told Me» и американского лимитированного издания Hot Fuss                                                                      | Флауэрс, Кенинг                            | Джефф Сальтцман, The Killers     | 2:34         |
| 7.  | «Where the White Boys Dance»                                                                           | Из австралийского и британского изданий Sam's Town и сингла «When You Were Young»                                                                                              | Флауэрс                                    | Флад, Молдер, The Killers        | 3:26         |
| 8.  | «Show You How»                                                                                         | Удлинённая версия песни из сингла «Somebody Told Me» | Флауэрс                                    | Сальтцман, The Killers           | 2:46         |
| 9.  | «Move Away»                                                                                            | Начальные копии по ошибке содержали демоверсию песни, написанной для саундтрека к фильму Человек-паук 3. Поздние CD-издания содержали версию из саундтрека, вместо демоверсии. | Флауэрс, Кенинг, Стормер                   | Флад, Молдер, The Killers        | 3:50         |
| 10. | «Glamorous Indie Rock & Roll»                                                                          | Перезаписанная версия песни из австралийского и британского лимитированных изданий Hot Fuss. Содержит бэк-вокал наложенный из оригинальной версии 2004 года.                   | Флауэрс, Кенинг, Стормер, Вануччи-мл       | Сальтцман, The Killers           | 4:17         |
| 11. | «Who Let You Go?»                                                                                      | Перезаписанная версия песни из сингла «Mr. Brightside» | Флауэрс                                    | Сальтцман, The Killers           | 3:43         |
| 12. | «The Ballad of Michael Valentine»                                                                      | Из сингла «Somebody Told Me» и американского лимитированного издания Hot Fuss                                                                                                  | Флауэрс, Кенинг                            | Сальтцман, The Killers           | 3:50         |
| 13. | «Ruby, Don’t Take Your Love to Town»                                                                   | Кавер версия Мела Тайллиса из сингла «Smile Like You Mean It» | Мел Тайллис                                | The Killers                      | 3:05         |
| 14. | «Daddy’s Eyes»                                                                                         | Из сингла «Bones»/Бонус-трек для Best Buy издания Sam’s Town | Флауэрс                                    | Флад, Молдер, The Killers        | 4:15         |
| 15. | "Sam’s Town (Abbey Road Version)                                                                       | Из сингла «For Reasons Unknown» | Флауэрс                                    | The Killers                      | 3:45         |
| 16. | «Romeo and Juliet»                                                                                     | Кавер-версия Dire Straits, записанная на студии Abbey Road, из сингла «For Reasons Unknown»                                                                                    | Марк Нопфлер                               | The Killers                      | 5:28         |
| 17. | «Mr. Brightside (Jacques Lu Cont's Thin White Duke remix)»/«Questions with the Captain» (скрытый трек) | Из сингла «Mr. Brightside» | Флауэрс, Кенинг                            | Стюарт Прайс                     | 10:35        |

### Бонус-треки
| «Change Your Mind»                       | Из американской версии Hot Fuss (Бонус-трек на австралийском, новозеландском, канадском, ирландском и британском изданиях) | 3:11 |
| «Read My Mind (Gabriel & Dresden remix)» | Из сингла «Read My Mind» (Американский бонус-трек на предзаказе с iTunes)                                                  | 8:50 |

## Награды
| Год  | Конкурс               | Номинация                             | Результат   |
| ---- | --------------------- | ------------------------------------- | ----------- |
| 2008 | Shockwaves NME Awards | Лучший альбом                         | номинирован |
| 2008 | NME Awards            | Альбом года в стиле Indie/Alternative | номинирован |